# Abgasturboaufladung bei Schiffsmotoren

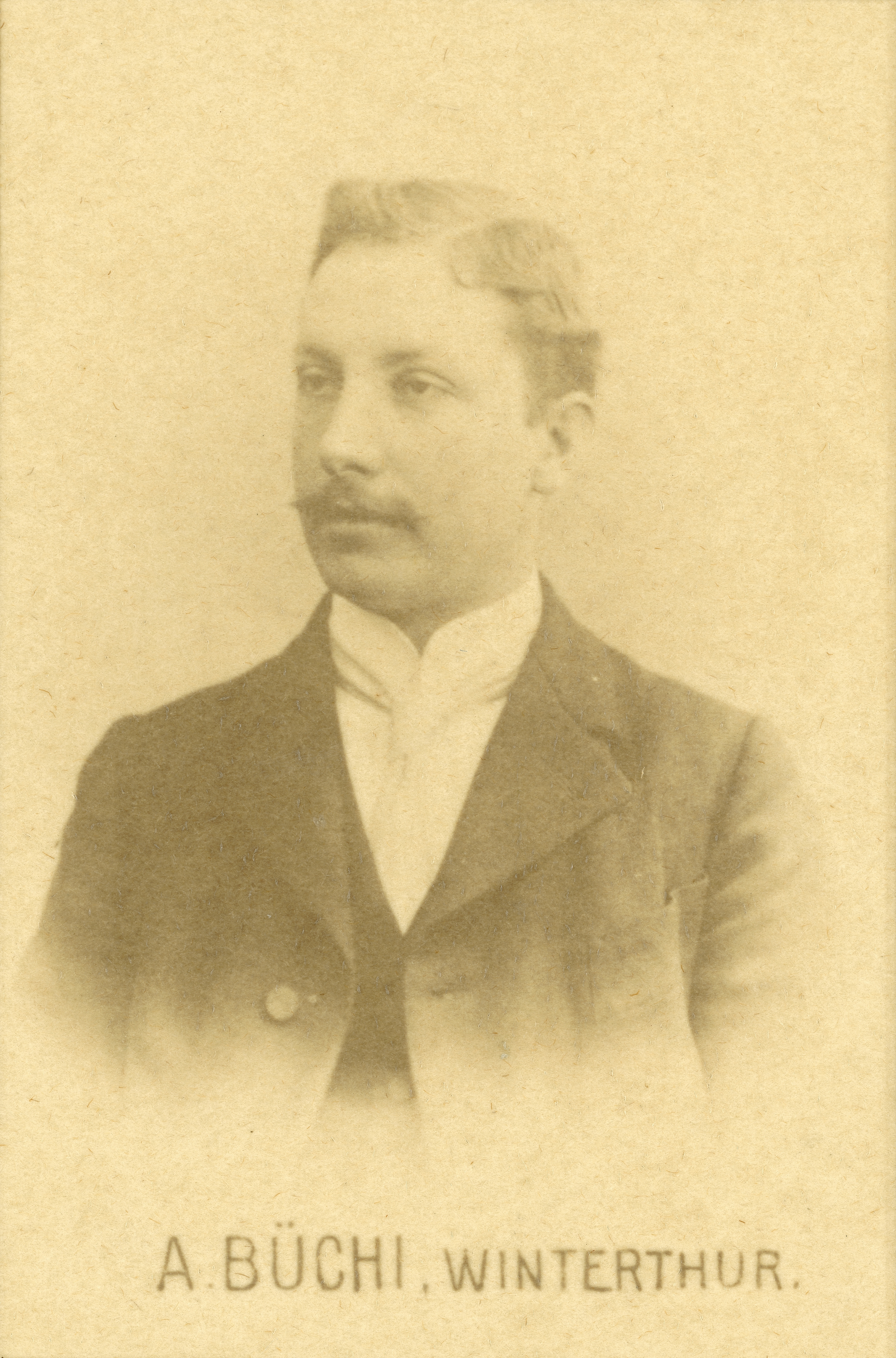
Alfred Büchi

Mit der Abgasturboaufladung bei Schiffsmotoren wird die Motorleistung der Antriebsanlage erhöht.
Der Abgasturbolader besteht aus einer von den Motorabgasen angetriebenen Abgasturbine, die Wärmeenergie und kinetische Energie der Abgase nutzt, um einen Luftverdichter anzutreiben. Damit wird die Ansaugluftmasse des Motors erhöht, die Ansaugarbeit der Kolben vermindert und mehr Luft in den Zylinder gefüllt, wodurch mehr Kraftstoff verbrannt und die Motorleistung erhöht wird. Auf größeren Schiffen strömt das Abgas anschließend zur weiteren Ausnutzung der Wärmeenergie durch den Abgaskessel, in dem Dampf zur Bordheizung und zur Schwerölaufbereitung produziert wird.

## Geschichte
Vom Schweizer Alfred Büchi (* 11. Juli 1879; † 27. Oktober 1959) wurde der Abgasturbolader 1905 erfunden, und er erhielt 1905 im Deutschen Reich das kaiserliche Patent mit der Nr. 204630.
Diese Erfindung revolutionierte die weitere Entwicklung der Verbrennungsmotoren, besonders da die Leistung der Motoren um 200 bis 300 % gesteigert werden konnte.

### Auswirkung der Abgasturboaufladung in der Schifffahrt

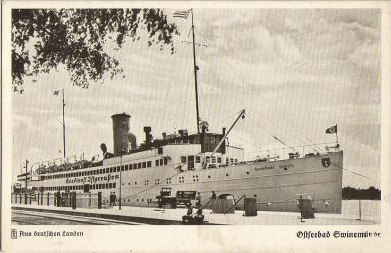
Hansestadt Danzig, erstes Schiff mit Abgasturbolader

In der Schifffahrt führte diese neue Technik im Schiffsmaschinenbau im ersten Schritt dazu, dass aufgeladene Dieselmotoren ab 1925 die Dampfmaschinen im unteren und später die Dampfturbinen im mittleren Leistungsbereich ablösten. Im 2. Schritt wurde mit dem steigenden Aufladegrad die Bauart der fast nur auf Schiffen eingebauten doppeltwirkenden Schiffsdieselmotoren zurückgedrängt. Etwa ab Ende der 1940er Jahre konnten die aufgeladenen Dieselmotoren auch das billige Heizöl verbrennen, das bisher nur in den Schiffskesseln von mit Dampfturbinen angetriebenen Schiffen genutzt wurde. Damit begann im dritten Schritt die Verdrängung der Dampfturbinen mit hoher Leistung aus der Handelsschifffahrt.
Der Erfinder Büchi studierte am Eidgenössischem Polytechnikum in Zürich. Hier war er u. a. Schüler von Aurel Stodola und entwickelte erste Ideen zur Motoraufladung. Er hatte von 1903 bis 1907 als Ingenieur bei belgischen Carel Freres in Gent Car und englischen Motorherstellern gearbeitet, seine Idee weiterentwickelt und 1904 zum Patent angemeldet. Von 1909 bis 1926 arbeitete er bei Sulzer unter anderem als Chef der Forschungsabteilung für Dieselmotoren. Kurzzeitig hat er in dieser Zeit von 1918–19 bei den Howaldtswerken in Kiel. Von 1926 bis 1935 war er bei der Schweizer Lokomotiv- und Maschinenfabrik (SLM) als Direktor angestellt und eröffnete ab 1935 ein eigenes Ingenieurbüro.

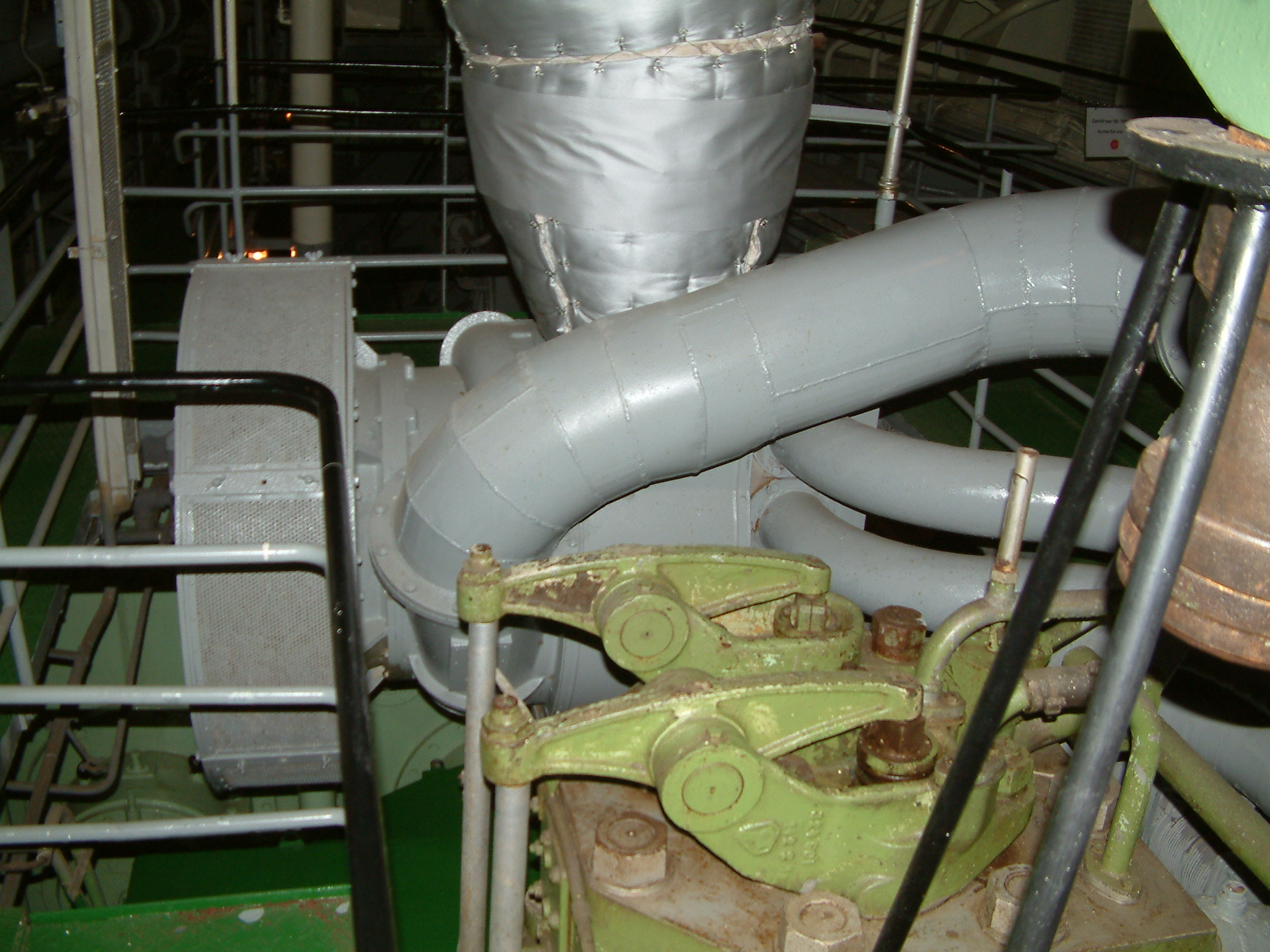
Abgasturbolader in den 1950er Jahren
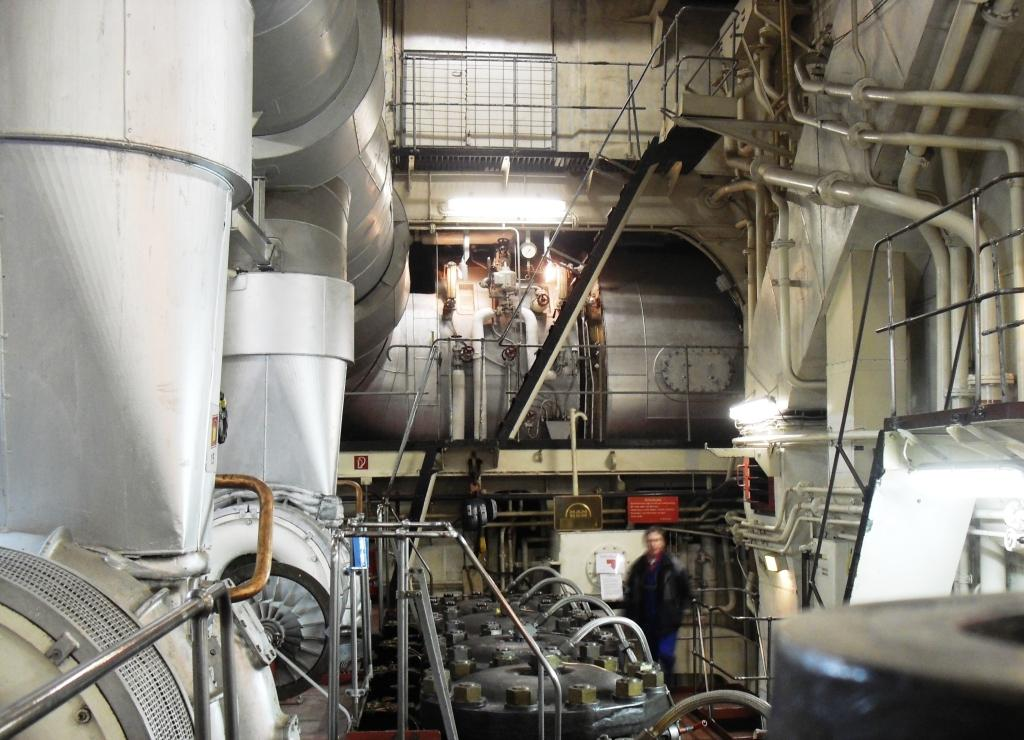
Cap San Diego, Abgasturbolader und Abgaskessel
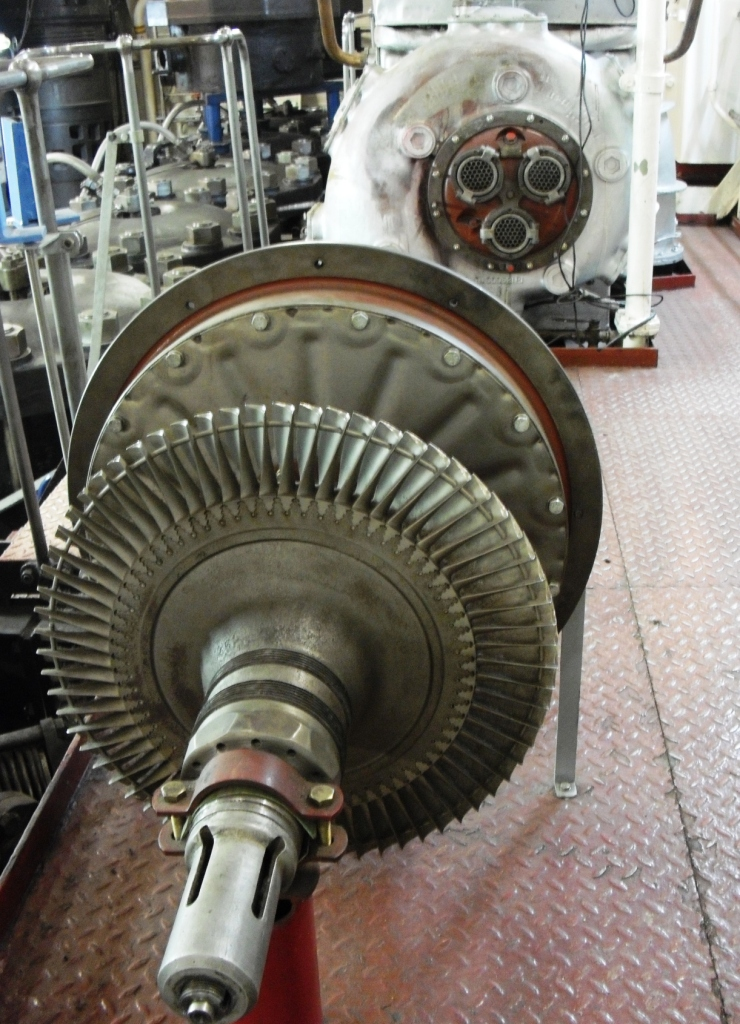
Abgasturbolader, Läufer
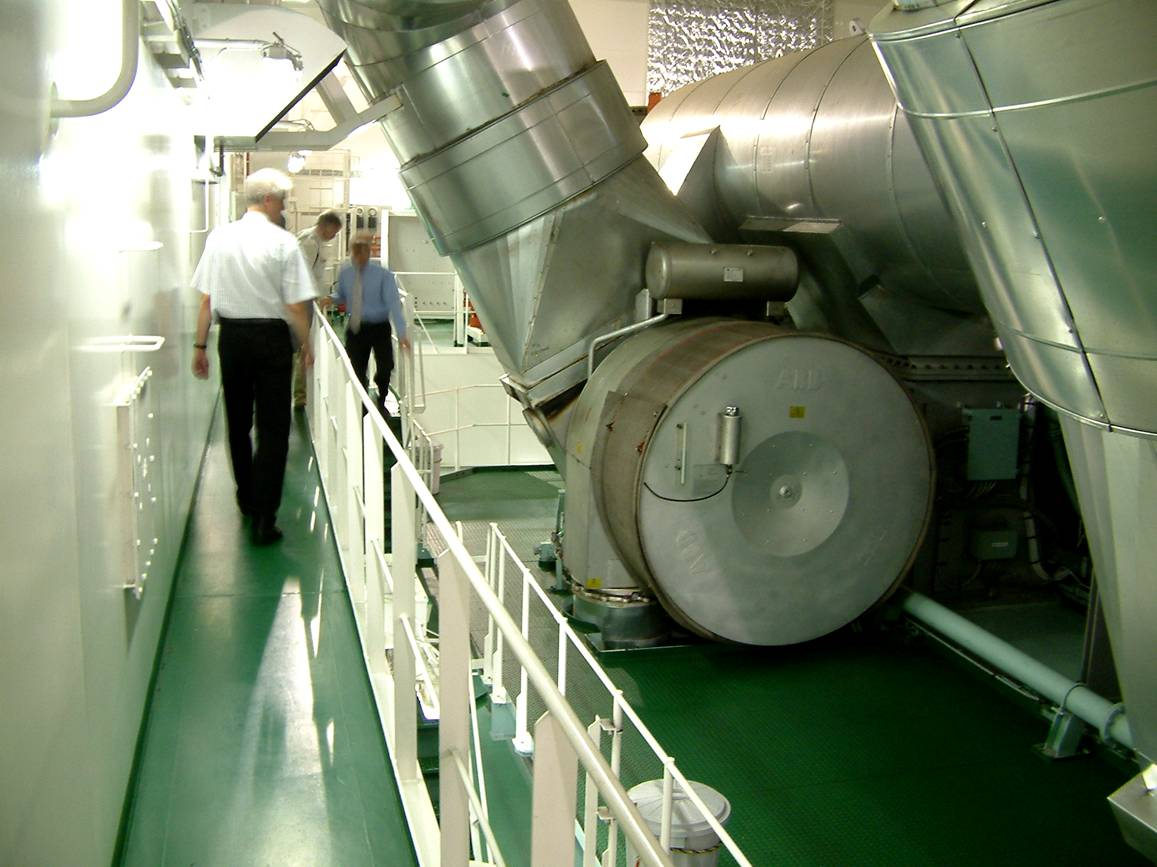
Abgasturbolader um 2000

### Hansestadt Danzig, Preußen, erste Schiffe mit Abgasturboaufladung
Die Hansestadt Danzig und die Preussen waren die ersten Schiffe mit Abgasturboaufladung. Sie wurden 1923 vom deutschen Reichsverkehrsministeriums bei den Stettiner Oderwerken in Auftrag gegeben. Die beiden Schiffe hatten jeweils zwei Viertakt-Kreuzkopf-Dieselmotoren, deren Leistung mit Hilfe der Abgasturboaufladung von 1750 PS auf 2500 PS gesteigert wurde. Die Hansestadt Danzig hatte am 17. März 1926 Stapellauf und fuhr nach der Ablieferung im Juli 1926 unter Bereederung des NDL im Seedienst nach Ostpreußen. Das Schiff war nach heutigen Maßstäben eine Passagierfähre für 1400 Passagiere und gestattete die Mitnahme von einigen Autos.
Bei diesem Schiff und dem Schwesterschiff wurde erstmals die Aufladung durch Abgasturbolader nach dem Prinzip Büchi angewendet. In den folgenden Jahren setzte sich der Abgasturbolader durch und heute sind fast alle Schiffsdieselmotoren mit Abgasturbolader ausgestattet, nicht nur die Antriebsmotoren, sondern auch die Hilfsdiesel, die zur Stromerzeugung dienen, haben Abgasturbolader zur Leistungssteigerung erhalten.
Später wurden auch die Verbrennungsmotoren der LKWs und ab den 1970er Jahren von PKWs mit hoher Motorleistung mit Abgasturbolader versehen.